# 启东市第二人民医院
启东市第二人民医院，是中华人民共和国江苏省的一所医院，为二级乙等医院，位于启东市吕四镇环城南路7号。

## 规模
启东市第二人民医院总床位200张，日门诊量163人次。